# Unzmarkt-Frauenburg
Unzmarkt-Frauenburg is een gemeente (marktgemeinde) in de Oostenrijkse deelstaat Stiermarken.
Unzmarkt-Frauenburg telt 1270 inwoners (2022).

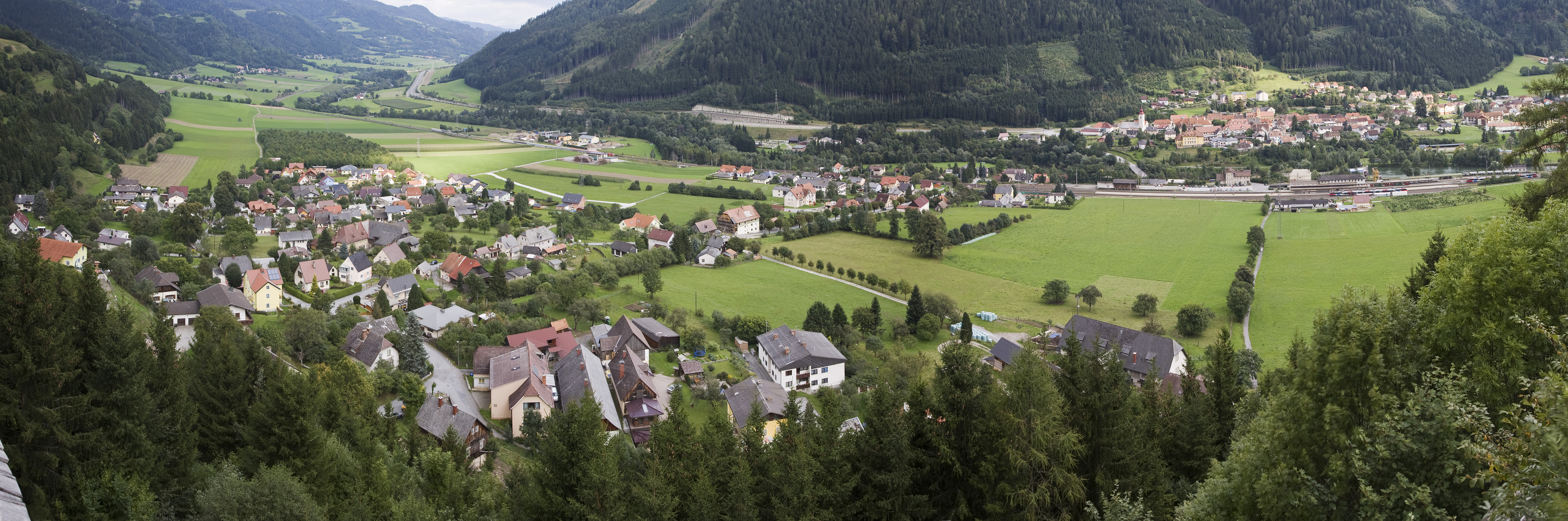
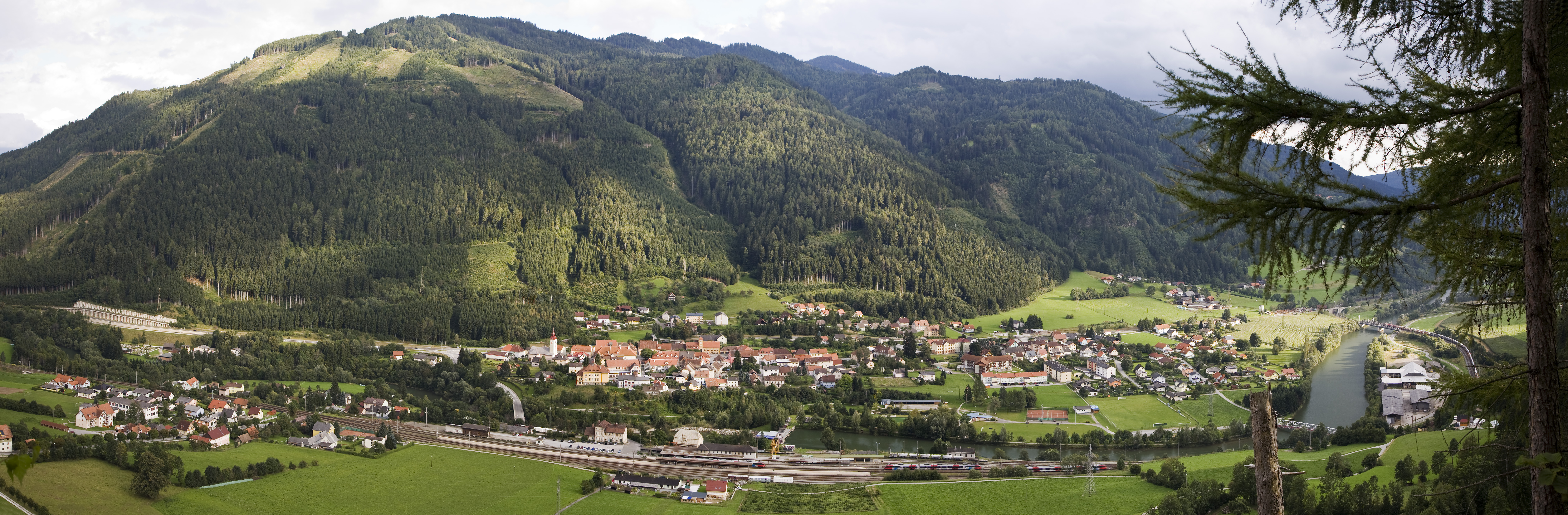

## Geschiedenis
Unzmarkt-Frauenburg maakte deel uit van het district Judenburg, tot dit op 1 januari fuseerde met het district Knittelfeld tot het huidige district Murtal.
Stadsgemeenten:
Judenburg · Knittelfeld · Spielberg · Zeltweg

Marktgemeenten:
Kobenz · Obdach · Pöls-Oberkurzheim · Pölstal · Seckau · Unzmarkt-Frauenburg · Weißkirchen in Steiermark

Overige gemeenten:
Fohnsdorf · Gaal · Hohentauern ·  Lobmingtal ·  Pusterwald · Sankt Georgen ob Judenburg · Sankt Marein-Feistritz · Sankt Margarethen bei Knittelfeld · Sankt Peter ob Judenburg
- Gemeinsame Normdatei: 4997419-1
- Virtual International Authority File: 245438229